# Porsmosemannen

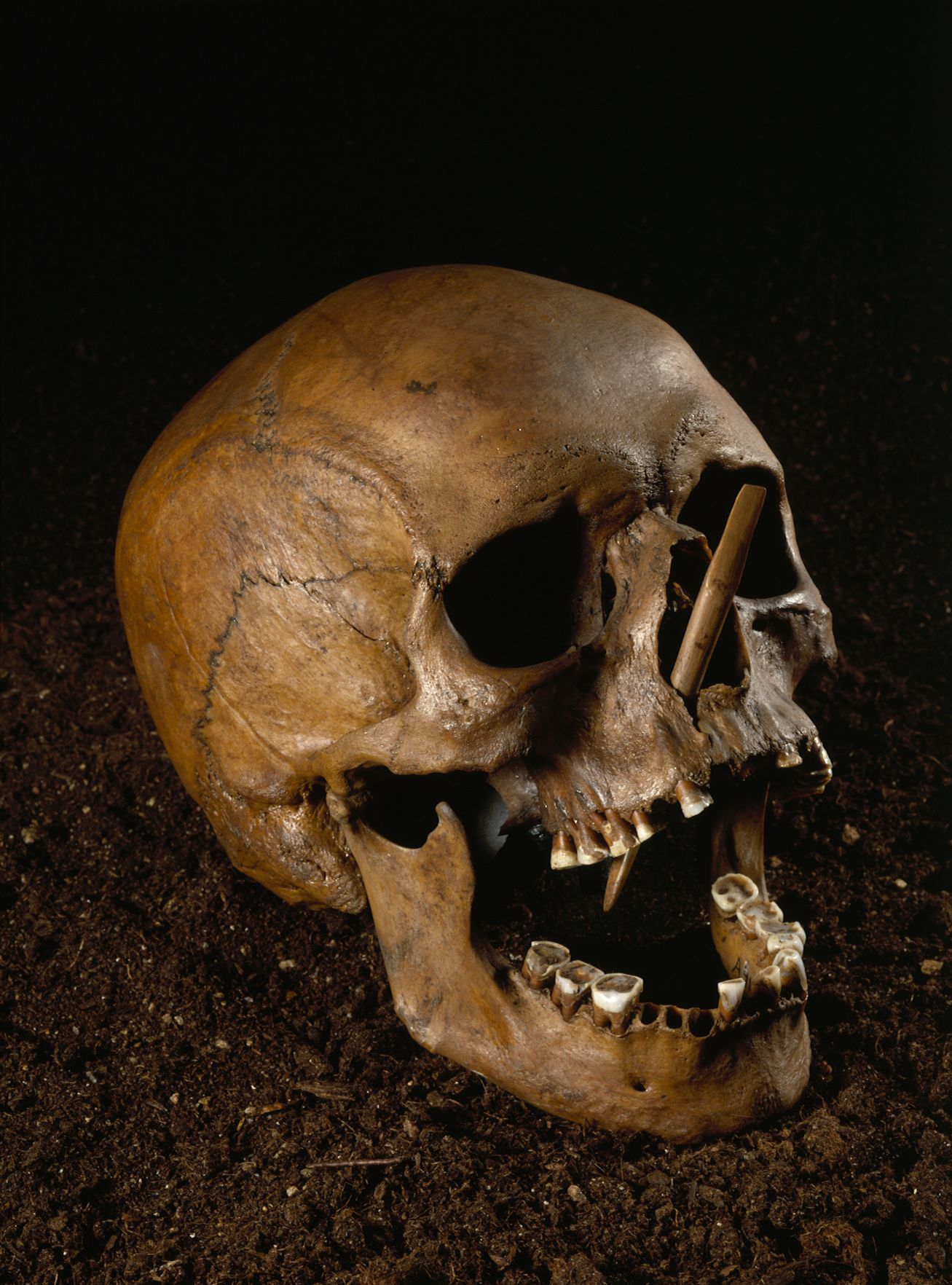
Porsmosemannens kranium.

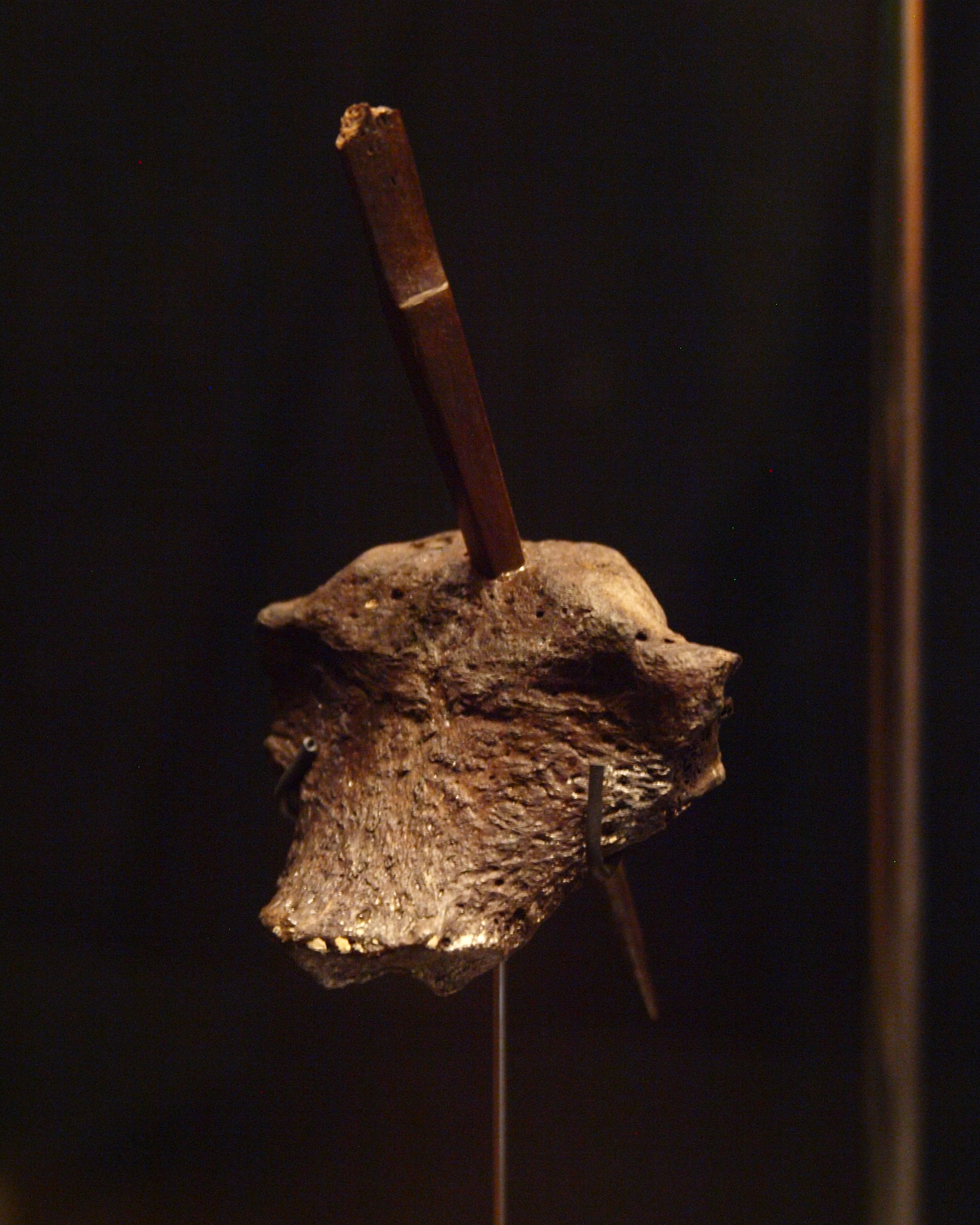
Skelettets bröstben.

Porsmosemannen är ett stenålderslik funnet 1946 i en torvmosse, Porsmose,  i närheten av Næstved på södra Själland i Danmark. Skelettet är av en man i 35-40-årsåldern och är daterat till cirka år 3500 f.Kr. Han har dödats av två pilar med pilspetsar av ben. De satt fastkilade i skelettet, en i bröstbenet och en i näsan och överkäken.
Pilarna torde ha avlossats med stor kraft från nära håll och mycket tyder på att det skett genom ett bakhåll från en hög position. Fyndet är ett tydligt bevis på ökade konflikter efter den neolitiska revolutionen.